# Dunedin, Florida
Dunedin är en stad (city) i Pinellas County, i delstaten Florida, USA. Enligt United States Census Bureau har staden en folkmängd på 35 354 invånare (2011) och en landarea på 26,8 km².